# Альмачар
Альмачар (ісп. Almáchar) — муніципалітет в Іспанії, у складі автономної спільноти Андалусія, у провінції Малага. Населення — 1899 осіб (2010).
Муніципалітет розташований на відстані близько 400 км на південь від Мадрида, 19 км на північний схід від Малаги.
На території муніципалітету розташовані такі населені пункти: (дані про населення за 2010 рік)
- Альмачар: 1898 осіб
- Ріо-Альмачар: 1 особа

## Демографія
Динаміка населення (INE ):

## Чисельність населення
| Рік  | Чисельність | Чисельність |
| ---- | ----------- | ----------- |
| 2001 | 1873        |             |
| 2002 | 1822        |             |
| 2004 | 1908        |             |
| 2005 | 1898        |             |
| 2006 | 1906        |             |

| Рік  | Чисельність | Чисельність |
| ---- | ----------- | ----------- |
| 2007 | 1892        |             |
| 2008 | 1896        |             |
| 2009 | 1888        |             |
| 2010 | 1899        |             |
| 2011 | 1885        |             |

| Рік  | Чисельність | Чисельність |
| ---- | ----------- | ----------- |
| 2012 | 1904        |             |
| 2013 | 1915        |             |
| 2014 | 1890        |             |
| 2015 | 1867        |             |
| 2016 | 1835        |             |

| Рік  | Чисельність | Чисельність |
| ---- | ----------- | ----------- |
| 2017 | 1814        |             |
| 2018 | 1802        |             |
| 2019 | 1811        |             |

| Рік  | Чисельність | Чисельність |
| ---- | ----------- | ----------- |
| 2001 | 1873        |             |
| 2002 | 1822        |             |
| 2004 | 1908        |             |
| 2005 | 1898        |             |
| 2006 | 1906        |             |

| Рік  | Чисельність | Чисельність |
| ---- | ----------- | ----------- |
| 2007 | 1892        |             |
| 2008 | 1896        |             |
| 2009 | 1888        |             |
| 2010 | 1899        |             |
| 2011 | 1885        |             |

| Рік  | Чисельність | Чисельність |
| ---- | ----------- | ----------- |
| 2012 | 1904        |             |
| 2013 | 1915        |             |
| 2014 | 1890        |             |
| 2015 | 1867        |             |
| 2016 | 1835        |             |

| Рік  | Чисельність | Чисельність |
| ---- | ----------- | ----------- |
| 2017 | 1814        |             |
| 2018 | 1802        |             |
| 2019 | 1811        |             |

## Цікаві факти
Альмачар крім іншого відомий тим, що в ньому щорічно проводиться фестиваль ахобланко (холодного супу з хліба, мигдалю і часнику).

## Галерея зображень

Розташування муніципалітету у провінції Малага
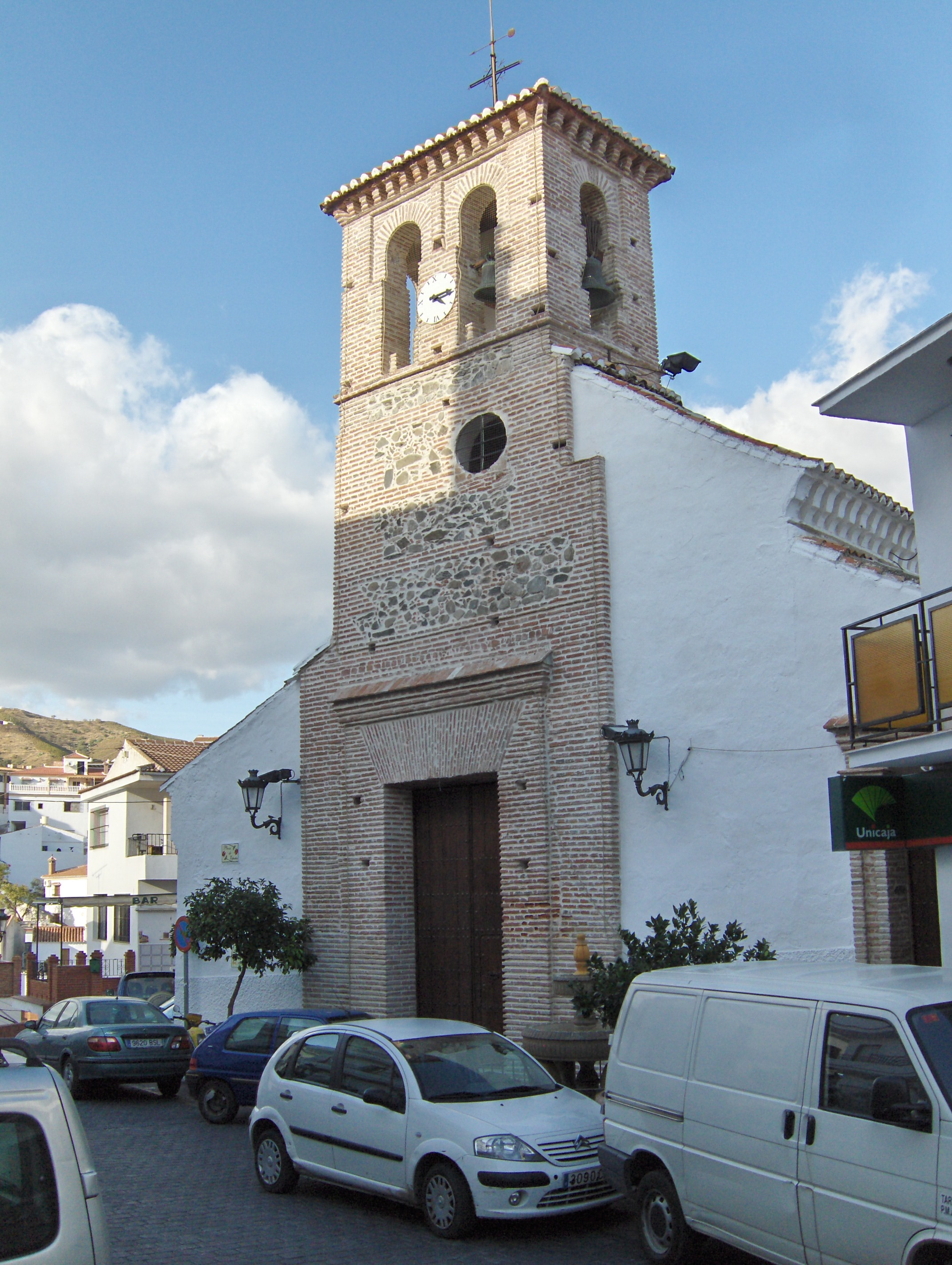
Церква в Альмачарі